# Blanka (serial animowany)
Blanka (fr. Blanche, 2003-2006) – włosko-francuski serial animowany, którego bohaterami są owieczka Blanka i jej przyjaciele.

## Bohaterowie
- Blanka – owieczka, tytułowa bohaterka serialu.
- Leonard – lew, wegetarianin, przyjaciel Blanki.
- Krysia – świnka, lekko przemądrzała, przyjaciółka Blanki.
- Lola – miś koala, zawsze musi pomagać Krysi co ją trochę denerwuje, przyjaciółka Blanki.
- Nietek – nietoperz-maruda, przyjaciel Blanki.
- Kinia – zając, miłośniczka cebuli, przyjaciółka Blanki.
- Górek – kangur, przyjaciel Blanki.
- Piniek – pingwin, który uwielbia kolekcjonować muszelki, przyjaciel Blanki.
- Cezar – leniwy mors, który zawsze śpi, przyjaciel Blanki.
- Alex – tajemnicza lisica, przyjaciółka Blanki?
- Czaruś – kaczor o zamiłowaniu do tańca, przyjaciel Blanki.
- Oskar – dowcipny krokodyl, przyjaciel Blanki
- Hip i Nick – hipopotam i nosorożec, zabawni kumple Blanki.

## Spis odcinków
| N/o            | Polski tytuł                         | Angielski tytuł                   |
| -------------- | ------------------------------------ | --------------------------------- |
|                |                                      |                                   |
| SERIA PIERWSZA |                                      |                                   |
|                |                                      |                                   |
| 01             | Mój przyjaciel Bzyk                  | Bee my Friend                     |
|                |                                      |                                   |
| 02             | Gdzie się podziało jezioro?          | Where did the Lake go?            |
|                |                                      |                                   |
| 03             | Prezent niespodzianka                | The Suprise Present               |
|                |                                      |                                   |
| 04             | Różnice w plamkach                   | Spot the Difference               |
|                |                                      |                                   |
| 05             | Tajemniczy przyjaciel Pinka          | Peter's Mysterious Friend         |
|                |                                      |                                   |
| 06             | Zabawa w sprzątanie                  | Good Clean Fun!                   |
|                |                                      |                                   |
| 07             | Zgadnijcie kto przyjdzie na kolację? | Guess who's Coming to Dinner?     |
|                |                                      |                                   |
| 08             | Wszystkiego najgorszego Nietku       | Many Unhappy Returns, Sgrumfy!    |
|                |                                      |                                   |
| 09             | Ukochany zapach cebuli               | Sweet Smell...of Onions!          |
|                |                                      |                                   |
| 10             | Kto chce iść na kemping?             | Anyone for Camping                |
|                |                                      |                                   |
| 11             | Wypada stary, rośnie nowy            | Out with the Old, in with the New |
|                |                                      |                                   |
| 12             | Za dużo kucharzy                     | Too Many Cooks!                   |
|                |                                      |                                   |
| 13             | Widzieliście coś?                    | Did You See Something!            |
|                |                                      |                                   |
| 14             | Cudowna, wełniana kuracja Blanki     | Blanche's Wonder...Wool Cure      |
|                |                                      |                                   |
| 15             | Czy ktoś widział Cezara?             | Has Anyone Seen Caesar?           |
|                |                                      |                                   |
| 16             | Świecący przykład                    | A Shining Example!                |
|                |                                      |                                   |
| 17             | Kuracja kalafiorowa                  | A Cauiliflower Cure               |
|                |                                      |                                   |
| 18             | Fascynująca inna                     | Facinatgly Different              |
|                |                                      |                                   |
| 19             | Witaj, maleństwo!                    | Hello Baby!                       |
|                |                                      |                                   |
| 20             | Potwór z jeziora                     | The Lakeness Monster              |
|                |                                      |                                   |
| 21             | Pasja ogrodnicza                     | A Groving Passion                 |
|                |                                      |                                   |
| 22             | Poszukiwania skarbu                  | The Treasure Hunt                 |
|                |                                      |                                   |
| 23             | Niespodziewany gość                  | An Unexpected Guest               |
|                |                                      |                                   |
| 24             | Gwiazda w przebraniu                 | An Undercover Star                |
|                |                                      |                                   |
| 25             | Zaginiona kość                       | The Missing Bone                  |
|                |                                      |                                   |
| 26             | Skacząca piłka                       | A Bouncing Ball                   |
|                |                                      |                                   |